# Jo-yonghan gajok
Jo-yonghan gajok (조용한 가족), comercialitzada internacionalment com The Quiet Family és una pel·lícula de terror de comèdia negra de Corea del Sud del 1998 dirigida per Kim Ji-Woon. La història se centra en una família propietària d'un pavelló de caça en una zona remota, els clients de la qual sempre acaben morint. Entre el repartiment principal de la pel·lícula hi ha Choi Min-sik abans de ser famós i Song Kang-ho.
La pel·lícula va ser refeta en japonès com a Katakuri-ke no Kōfuku per Takashi Miike, en tàmil com a Yaamirukka Bayamey, en kannada com a Namo Bhootatma i en telugu com a Next Nuvve.

## Argument
Una família extensa s'ha traslladat de la ciutat (presumiblement Seül) per viure en una gran casa a les muntanyes, que converteixen en un allotjament per a excursionistes. Consta d'un pare de mitjana edat Kang Dae-goo, la mare Jeong Soon-rye, el germà petit de Dae-goo Kang Chang-goo i els seus fills adults Kang Young-min, Kang Mi-soo i Kang Mina, que pateixen una sèrie de desgràcies ja que diversos mecenes vénen a quedar-se.
El seu primer convidat, un excursionista, demana una habitació i tres cerveses. Deixat a si mateix, es passa la nit forjant el porta-claus de l'habitació perquè sigui prou afilat com per apunyalar-se i és trobat mort l'endemà al matí. El pare de la família decideix enterrar el cos al bosc, en el supòsit que ningú creuria que això fos un suïcidi. Més tard, una parella jove s'acosta per quedar-se per mantenir relacions sexuals a la intimitat de la seva habitació i acaben morts junts l'endemà al matí. Un parell d'amics de la ciutat passen a prendre una copa fins que un dels homes s'enamora de Mi-soo i, posteriorment, intenta violar-la, però Young-min la salva, i accidentalment acaba empenyent l'home per un penya-segat, mentre que el seu amic el fa captiu per la família per evitar que truqui a la policia.
El senyor Park, el benefactor de la família (proporcionant-los la casa) més tard demana l'allotjament per a la seva germana petita (i il·legítima) per tal que un sicari a l'habitació veïna a mitjanit l'assassini perquè pugui ser l'únic successor en la reclamació de l'herència de la terra. Sense estar informat del pla, l'oncle Kang detecta un joc brut i envia la germanastra a casa a Seül quan es troba inquieta. El pla va encara més malament quan el sicari arriba quinze minuts tard, i l'habitació ha estat ocupada per un policia encobert que investiga la recent sèrie de persones desaparegudes. Així, el sicari acaba matant el policia, i més tard és assassinat per un Young-min sospitós.
Una forta tempesta de pluja durant la nit gairebé descobreix els cadàvers enterrats al matí, sense deixar a la família més remei que incinerar-los. Quan l'oncle torna del viatge a Seül, enfada a Dae-goo que esperava resoldre el complot del senyor Park sense cap problema. Es produeix una baralla quan l'oncle és colpejat i deixat sense sentit, però és salvat d'un cop al cap per Young-min que després ensopega, colpejant-se amb el cap a les escales, és portat a l'hospital, deixant als pares ancians els únics que queden per acabar la feina. L'home local, després d'haver estat empresonat, lligat i amordaçat, intenta escapar, però s'enreden les cordes en diversos arbres mentre escapa de l'alberg.
Aviat, el Sr. Park es presenta sense anunciar-se per comprovar si la seva cunyada ha estat eliminada com estava previst, però està totalment commocionat quan veu el Sr. Kang i la Sra. Jeong portant el cadàver del policia encobert, sabent que no era el sicari. Comença una breu lluita quan el Sr. Park intenta escapar sense intentar esbrinar què ha passat exactament, i s'acaba després que accidentalment caigui mort per les escales, afegint-hi un altre cos per a la seva família.
Per allunyar l'atenció, la senyora Jeong apaga els circuits de l'alberg i de l'emmagatzematge exterior on ella i el seu marit estan amuntegant els cadàvers i els omplen amb gasolina. La Mina, intentant veure la televisió, demana a l'oncle Kang que torni a encendre els circuits, provocant, sense voler, que un endoll de l'emmagatzematge s'incendi, provocant el foc de cremació prematurament, atrapant els pares a l'interior. Mentrestant, Young-min es troba a l'hospital recuperant-se de la seva commoció cerebral i rient bojament per una notícia sobre el tiroteig d'un agent de Corea del Nord vagant pel bosc.
Després d'un temps incert, l'oncle Kang, Young-min, Mi-soo i Mina s'estan preparant per servir el sopar, totalment inconscients del foc al magatzem. Els pares tornen, embenats, després d'haver sobreviscut al foc. Sense ni una paraula, la família sopa en silenci fins que de sobte truquen a la porta. Sense saber què fer, tots es mantenen tranquils a la porta del menjador, esperant que qui hi hagi a la porta se'n vagi. Quan el gos comença a bordar al trucar, la família, a l'uníson, calla el gos; s'han convertit en la família tranquil·la.
La pel·lícula acaba amb un pla ample de l'alberg a l'hivern, amb la Mina fora, mirant-la, i després cap a la càmera amb una mirada incerta a la cara; tot al so de "I Think I Love You" de The Partridge Family.

## Repartiment
- Park In-hwan com a Kang Dae-goo
- Na Moon-hee com a Jeong Soon-rye
- Song Kang-ho com a Kang Young-min
- Choi Min-sik com a Kang Chang-goo
- Go Ho-kyung com a Kang Mina
- Lee Yoon-seong com a Kang Mi-soo
- Gi Ju-bong com un home solitari
- Choi Cheol-ho com a home amb pastilles
- Shin Young-ae com a dona amb
- Ji Su-won com a Eun-soo
- Jung Woong-in com a admirador de Mi-soo
- Jung Jae-young com a Hyun-seok
- Jang Ka-hyeon com l'amant de Hyun-seok
- Lee Ki-young com a assassí
- Han Seong-sik com a oficial de policia Oh
- Té a Deok-bu com a Doctor
- Jo Deok-je com a agent de policia Jo
- Yoo Hyung-kwan com el Sr. Jang
- Kim Jong-goo com a cap de subestació

## Premis i nominacions
| Any  | Premi                                  | Categoria                    | Nominat(s)       | Resultat  | Ref(s). |
| ---- | -------------------------------------- | ---------------------------- | ---------------- | --------- | ------- |
| 1999 | 19th Fantasporto                       | Premi a la millor pel·lícula | The Quiet Family | Guanyador | [ 1 ]   |
| 2000 | Festival de Cinema Fantàstic de Màlaga | Millor pel·lícula            | Kim Ji-Woon      | Guanyador | [ 2 ]   |
| 2000 | Festival de Cinema Fantàstic de Màlaga | Millor director              | Kim Ji-Woon      | Guanyador | [ 2 ]   |